# Tryptophane hydroxylase
La tryptophane hydroxylase (TPH) est une oxydoréductase qui catalyse la réaction :
L-tryptophane + tétrahydrobioptérine + O2  {\displaystyle \rightleftharpoons }  5-hydroxy-L-tryptophane + 4a-hydroxytétrahydrobioptérine.
Cette enzyme assure l'étape limitante de la biosynthèse de la sérotonine par hydroxylation du tryptophane en 5-hydroxytryptophane (5-HTP). Elle assure également la première étape de la biosynthèse de la mélatonine.
Avec la tyrosine hydroxylase (TH) et la phénylalanine hydroxylase (PAH), la tryptophane hydroxylase appartient à la superfamille des hydroxylases d'acides aminés aromatiques, qui catalysent des étapes clés de voies métaboliques importantes. Tout comme la TH et la PAH, la TPH fait intervenir de la tétrahydrobioptérine (BH4) et de l'oxygène.